# Heinrich Bartels (Archäologe)
Heinrich Bartels (* 18. Juli 1924 in Pforzheim; † 1969) war ein deutscher Klassischer Archäologe.
Heinrich Bartels studierte zunächst ab 1945 Chemie an der Berliner Universität, wechselte dann aber 1948 zur Klassischen Archäologie und Alten Geschichte an die Freie Universität Berlin. Er wurde 1959/60 mit einer Arbeit zum Thema Studien zum Frauenporträt der augusteischen Zeit. Fulvia, Octavia, Livia, Julia bei Friedrich Wilhelm Goethert an der Freien Universität promoviert. Danach arbeitete er als Archäologe unter Emil Kunze längere Zeit in Olympia. Er bereitete nicht nur eine große Olympia-Ausstellung in München vor, sondern leistete auch bedeutende Vorarbeiten bei der Erforschung Olympias. Zum Ende seines kurzen Lebens war er am Institut für Klassische Archäologie der Friedrich-Alexander-Universität Erlangen-Nürnberg unter Wolfgang Züchner beschäftigt.

## Schriften
- Studien zum Frauenporträt der augusteischen Zeit. Fulvia, Octavia, Livia, Julia, Feder, München 1962